# Fußball bei den Indian Ocean Island Games

Fußball gehört bei den Indian Ocean Island Games zu den Sportarten, die seit 1979 bisher ständig im Programm der Spiele waren. Teilnehmer sind die sieben Fußballnationalmannschaften bzw. -auswahlen der afrikanischen Staaten und Gebiete im Indischen Ozean Komoren, Madagaskar, Mauritius, Mayotte, Réunion und Seychellen sowie die Malediven aus Asien. Ein Turnier im Frauenfußball wurde erstmals 2015 ausgetragen. Von 1947 bis 1963 fand jährlich ein Vorläufer namens „Triangulaire“ zwischen Madagaskar, Mauritius und Réunion statt.

## Die Turniere der Männer im Überblick
| Jahr         | Gastgeber  | Finale     | Finale        | Finale     | Spiel um Bronze | Spiel um Bronze     | Spiel um Bronze |
| Jahr         | Gastgeber  | Gold       | Ergebnis      | Silber     | Bronze          | Ergebnis            | 4. Platz        |
| ------------ | ---------- | ---------- | ------------- | ---------- | --------------- | ------------------- | --------------- |
| 1979 Details | Réunion    | Réunion    | 2:1           | Seychellen | Komoren         | nicht ausgetragen*  | Mauritius       |
| 1985 Details | Mauritius  | Mauritius  | 4:4 4:1 i. E. | Réunion    | Komoren         | nicht ausgetragen** | Madagaskar      |
| 1990 Details | Madagaskar | Madagaskar | 5:1           | Mauritius  | Seychellen      | 3:1                 | Komoren         |
| 1993 Details | Seychellen | Madagaskar | 1:0           | Réunion    | Mauritius       | 6:2                 | Seychellen      |
| 1998 Details | Réunion    | Réunion    | 3:3 7:6 i. E. | Madagaskar | Seychellen      | 4:3                 | Mauritius       |
| 2003 Details | Mauritius  | Mauritius  | 2:1           | Réunion    | Seychellen      | 2:0                 | Komoren         |
| 2007 Details | Madagaskar | Réunion    | 1:1 7:6 i. E. | Madagaskar | Mayotte         | 1:1 4:2 i. E.       | Mauritius       |
| 2011 Details | Seychellen | Seychellen | 1:1 4:3 i. E. | Mauritius  | Réunion         | 1:0                 | Mayotte         |
| 2015 Details | Réunion    | Réunion    | 3:1           | Mayotte    | Mauritius       | 3:1                 | Madagaskar      |
| 2019 Details | Mauritius  | Réunion    | 1:1 1:0 i. E. | Mauritius  | Mayotte         | 3:1                 | Seychellen      |

* wegen Transportproblemen

** Madagaskar verpasste

### Medaillenspiegel
nach 10 Turnieren
| Rang | Land         | Goldmedaille | Silbermedaille | Bronzemedaille | Gesamt |
| ---- | ------------ | ------------ | -------------- | -------------- | ------ |
| 1    | Réunion      | 5            | 3              | 1              | 9      |
| 2    | Mauritius    | 2            | 3              | 2              | 7      |
| 3    | Madagaskar   | 2            | 2              | 0              | 4      |
| 4    | / Seychellen | 1            | 1              | 3              | 5      |
| 5    | Mayotte      | 0            | 1              | 2              | 3      |
| 6    | Komoren      | 0            | 0              | 2              | 2      |

* 1979 und 1985 keine Bronzemedaillen.

## Die Turniere der Frauen im Überblick
| Jahr         | Gastgeber | Finale  | Finale   | Finale     | Spiel um Bronze | Spiel um Bronze | Spiel um Bronze |
| Jahr         | Gastgeber | Gold    | Ergebnis | Silber     | Bronze          | Ergebnis        | 4. Platz        |
| ------------ | --------- | ------- | -------- | ---------- | --------------- | --------------- | --------------- |
| 2015 Details | Réunion   | Réunion | 3:1      | Madagaskar | Mayotte         | 2:1             | Seychellen      |

### Medaillenspiegel
nach 1 Turnier
| Rang | Land       | Goldmedaille | Silbermedaille | Bronzemedaille | Gesamt |
| ---- | ---------- | ------------ | -------------- | -------------- | ------ |
| 1    | Réunion    | 1            | 0              | 0              | 1      |
| 2    | Madagaskar | 0            | 1              | 0              | 1      |
| 3    | Mayotte    | 0            | 0              | 1              | 1      |